# Trường dạy nấu ăn

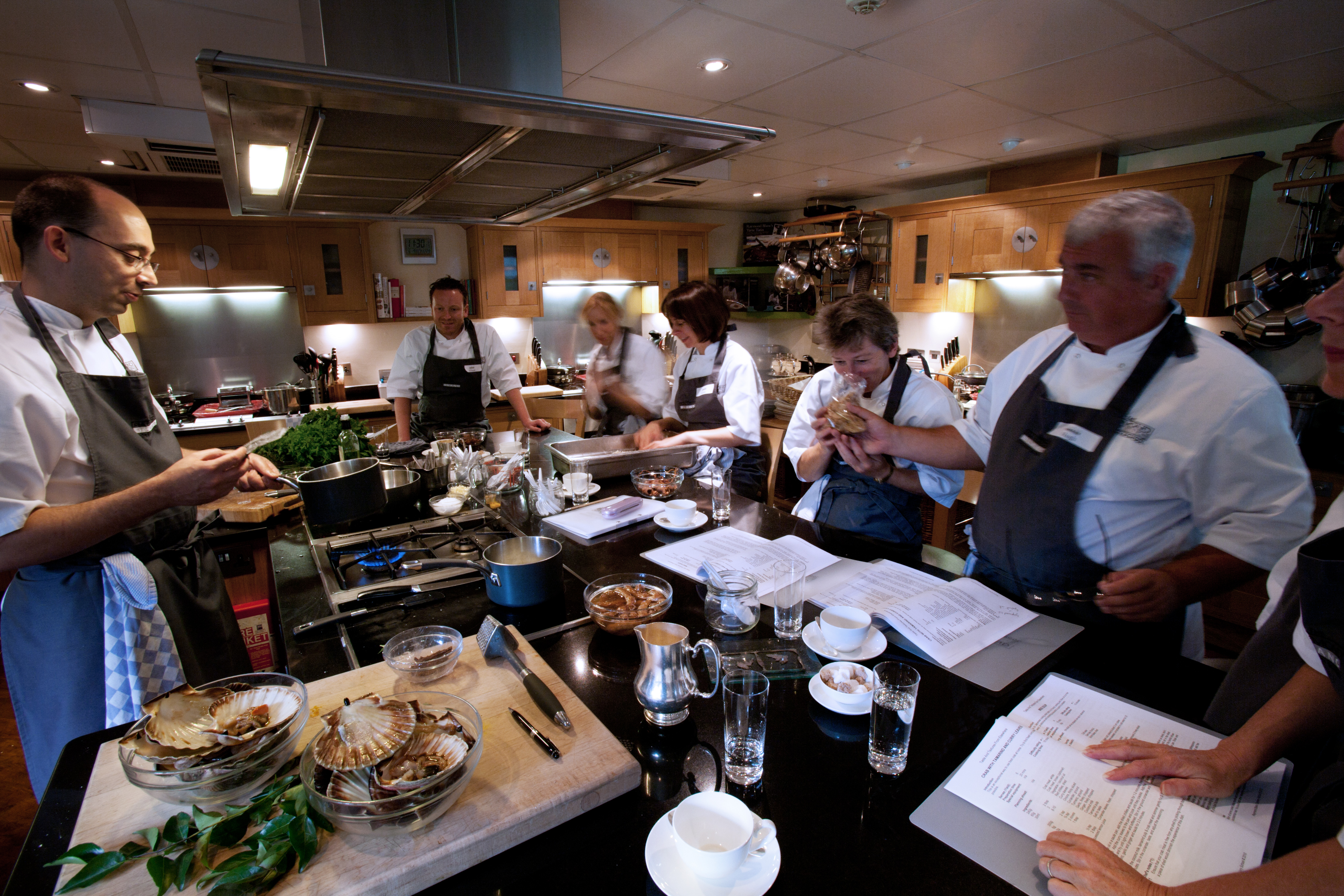
Một lớp học tại trường dạy nấu ăn ở Oxford, Anh

Trường dạy nấu ăn là cơ sở giáo dục đào tạo về nghệ thuật và áp dụng khoa học vào chế biến thực phẩm. Có nhiều loại hình trường dạy nấu ăn khác nhau trên khắp thế giới, một số đào tạo các đầu bếp chuyên nghiệp, một số hướng đến những người đam mê nghiệp dư và một số khác kết hợp của cả hai. Các trường dạy nấu ăn nghiệp dư thường đan xen với du lịch ẩm thực ở nhiều quốc gia khác nhau. Một số cơ sở có cấp bằng nghề sau khi hoàn thành khóa đào tạo, trong khi có những cơ sở không cấp bằng.

## Một số trường đáng chú ý

### Tại Việt Nam
- Trường ẩm thực Netspace

### Thế giới
- Baltimore International College
- Cambridge School of Culinary Arts
- Cooking and Hospitality Institute of Chicago
- Culinard, The Culinary Institute of Virginia College
- The Culinary Institute of America
- Culinary Institute Lenôtre
- The Institute of Culinary Education
- Culinary School of the Rockies
- DCT University Center - Switzerland
- International Culinary Center
- Johnson & Wales University
- Kendall College - School of Culinary Arts
- Le Cordon Bleu
- New England Culinary Institute
- Paul Smith's College
- Schoolcraft College
- Stratford University
- Sullivan University
- Art Institutes School of Culinary Arts
- Western Culinary Institute